# Around The Planet
Around The Planet (с англ. — «Вокруг планеты») — второй студийный альбом голландского дуэта Laserdance, выпущенный в 1988 году.
Композиторами всех песен стали Михель ван дер Кёй (Michiel van der Kuy), Эрик ван Флит (Erik van Vliet), Роб ван Эйк (Rob van Eijk). Альбом сохранил высокий уровень музыки в жанре spacesynth, начатым в предыдущем альбоме Future Generation, но на этот раз он не стал так называемым, концептуальным альбомом.

## Список композиций
Слова и музыка всех песен — Михель ван дер Кёй.
| №                   | Название                              | Длительность |
| ------------------- | ------------------------------------- | ------------ |
| 1.                  | «Shotgun (Into The Night) (Remix)»    | 5:17         |
| 2.                  | «Battle Cry (Remix)»                  | 5:46         |
| 3.                  | «You & Me (Remix)»                    | 5:00         |
| 4.                  | «Mars Invaders (Remix)»               | 5:07         |
| 5.                  | «Around The Planet»                   | 5:42         |
| 6.                  | «My Mine»                             | 5:17         |
| 7.                  | «Excitation»                          | 5:27         |
| 8.                  | «Final Zone 1»                        | 3:55         |
| 9.                  | «Shotgun (Into The Night) (Spacemix)» | 8:29         |
| Общая длительность: | Общая длительность:                   | 49:03        |

1Длительность дорожки 8 на обложке и диске напечатана неверно и равна 3:55, реальная 2:58.

## Авторство песен
На обложке альбома написано, что вторым участником Laserdance, и одновременно исполнительным продюсером и композитором большинства песен был Эрик ван Флит. Между тем, Михель ван дер Кёй заявил в интервью, что ван Флит, который во времена Laserdance никогда не выполнял функции композитора или исполнителя, купил авторские права у настоящих композиторов и благодаря этому мог напечатать свое имя на композициях, которые никогда не создавал
.

## Синглы
Из синглов была опубликована лишь одна композиция «Shotgun (Into the Night)». В 1989 году вышел макси-сингл Megamix vol. 2, содержащий несколько композиций с альбома Around The Planet и трек «Electro Based» с третьего диска Laserdance.